# Iridescent
«Iridescent» (с англ. — «Радужный»)— песня американской альтернативной рок-группы Linkin Park, четвёртый сингл из их четвёртого студийного альбома A Thousand Suns. Релиз сингла состоялся 27 мая 2011 года.

## Список композиций
Слова и музыка всех песен — Linkin Park.
| №  | Название                                           | Длительность |
| -- | -------------------------------------------------- | ------------ |
| 1. | «Iridescent (from Transformers: Dark Of The Moon)» | 4:01         |
| 2. | «New Divide»                                       | 4:30         |
| 3. | «What I've Done»                                   | 3:25         |

Слова и музыка всех песен — Linkin Park.
| №  | Название     | Длительность |
| -- | ------------ | ------------ |
| 1. | «Iridescent» | 3:59         |

## Саундтрек
Песня «Iridescent» является заглавным саундтреком фильма «Трансформеры 3: Тёмная сторона Луны», однако несколько отличается от альбомной версии. Другие песни Linkin Park — «What I’ve Done» и «New Divide» — являлись заглавными саундтреками первого и второго фильмов соответственно.
Майкл Бэй, продюсер серии фильмов «Трансформеры», сказал следующее: 
Первые две песни были мощными хитами и я не сомневаюсь, что новый трек будет не менее успешным. Кроме того, у Linkin Park есть кинематографическое чутьё, благодаря которому их музыку легко транслировать на большой экран.

## Видеоклип
Видеоклип был снят на саундтрек-версию песни. Режиссёром выступил Джо Хан, съёмки начались 14 апреля 2011 года. Премьера состоялась 3 июня 2011 года на сайте телеканала «MTV».
В клипе были использованы некоторые кадры из фильма «Трансформеры 3: Тёмная сторона Луны». Среди трансформеров в нём можно увидеть Оптимуса Прайма, Бамблби, Сентинела Прайма, Мегатрона, Шоквейва, Дриллера и нескольких воинов- десептиконов.
На ноябрь 2021 года видеоклип песни набрал более 100 миллионов просмотров на YouTube.

## Позиции в чартах
| Чарт (2011)                           | Высшая позиция |
| ------------------------------------- | -------------- |
| Австралия (ARIA)                      | 39             |
| Германия (German Youth Airplay Chart) | 14             |
| Германия (German Airplay Chart)       | 74             |
| Южная Корея (Gaon Chart)              | 2              |
| Швейцария (Schweizer Hitparade)       | 69             |
| Великобритания (UK Singles Chart)     | 93             |
| Великобритания (UK Rock Chart)        | 2              |
| США (Billboard Hot 100)               | 81             |
| США (Billboard Alternative Songs)     | 19             |
| США (Billboard Rock Songs)            | 29             |
| США (Billboard Digital Songs)         | 70             |
| США (Billboard Yahoo Video)           | 3              |